# Рожична (Вінницький район)
Рожи́чна — село в Україні, в Оратівській селищній громаді Вінницького району Вінницької області. Розташоване на обох берегах річки Осичка (притока Роськи) за 6,5 км на схід від смт Оратів. Населення становить 331 особа (станом на 1 січня 2018 р.).

## Історія
4 січня 1944 року село було звільнене від німців.
У 2013 році було закрито школу.
26 листопада 2017 року в Рожичні звершено чин освячення храму УПЦ КП на честь святого великомученика Димитрія Солунського.
12 червня 2020 року, відповідно розпорядження Кабінету Міністрів України № 707-р «Про визначення адміністративних центрів та затвердження територій територіальних громад Вінницької області», село увійшло до складу Оратівської селищної громади.
19 липня 2020 року, в результаті адміністративно-територіальної реформи та ліквідації Оратівського району, село увійшло до складу Вінницького району.

## Населення

### Мова
Розподіл населення за рідною мовою за даними перепису 2001 року:
| Мова       | Кількість | Відсоток |
| ---------- | --------- | -------- |
| українська | 406       | 99.51%   |
| російська  | 2         | 0.49%    |
| Усього     | 408       | 100%     |

## Економіка
- СФГ "Ескіт" — фермерське господарство.[6][7]

## Галерея

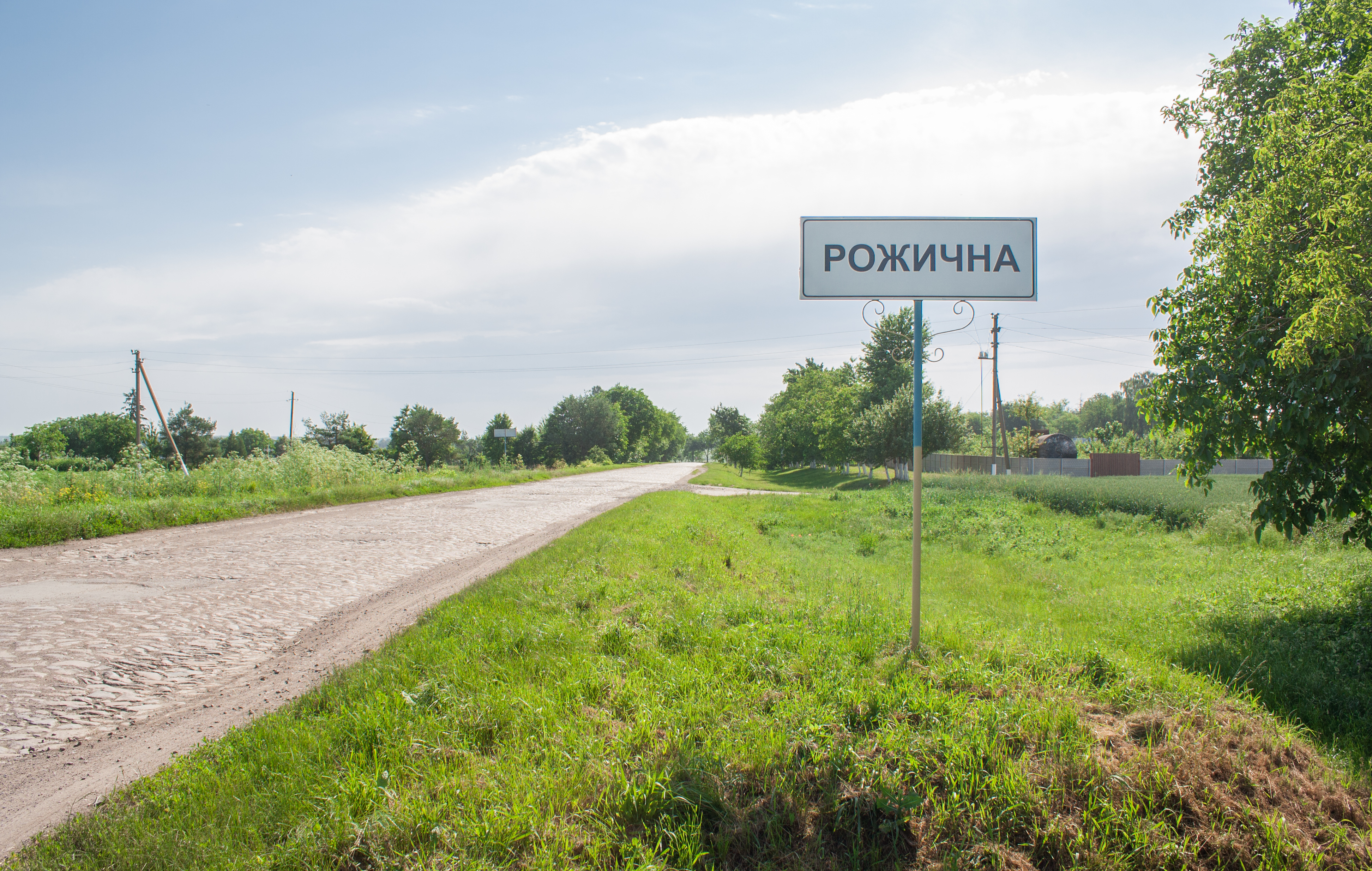
В'їзд у село
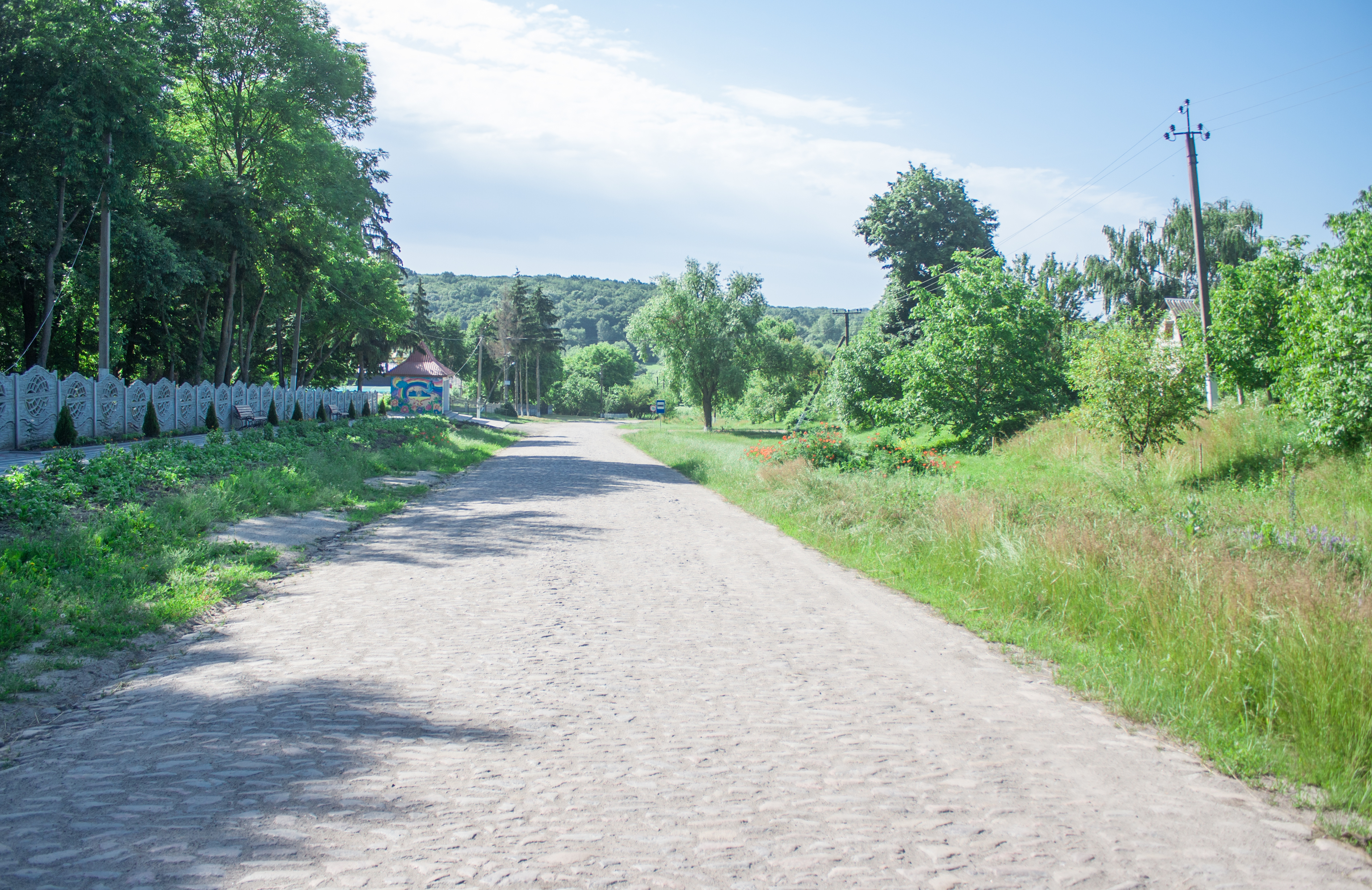
Головна вулиця
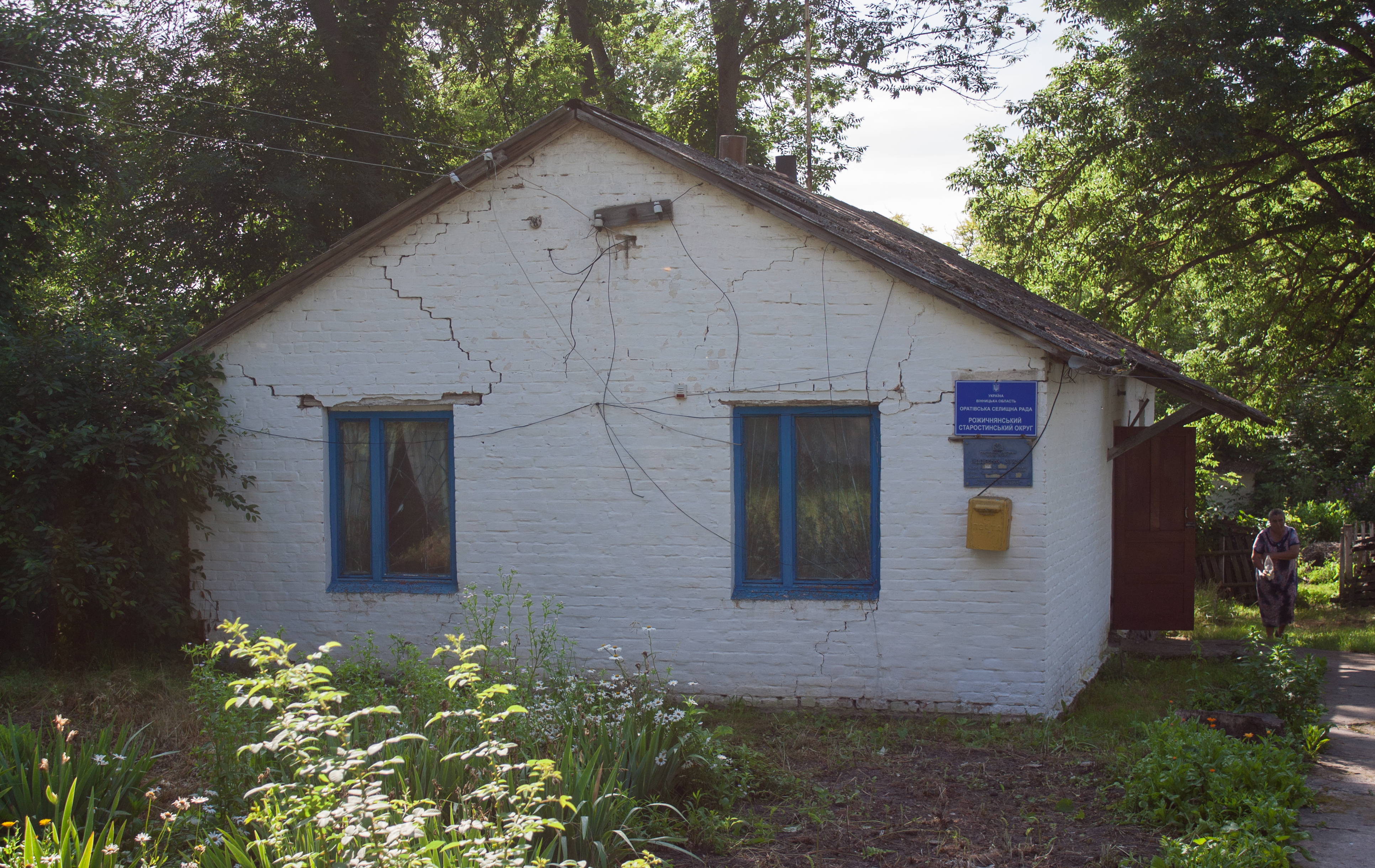
Сільська рада
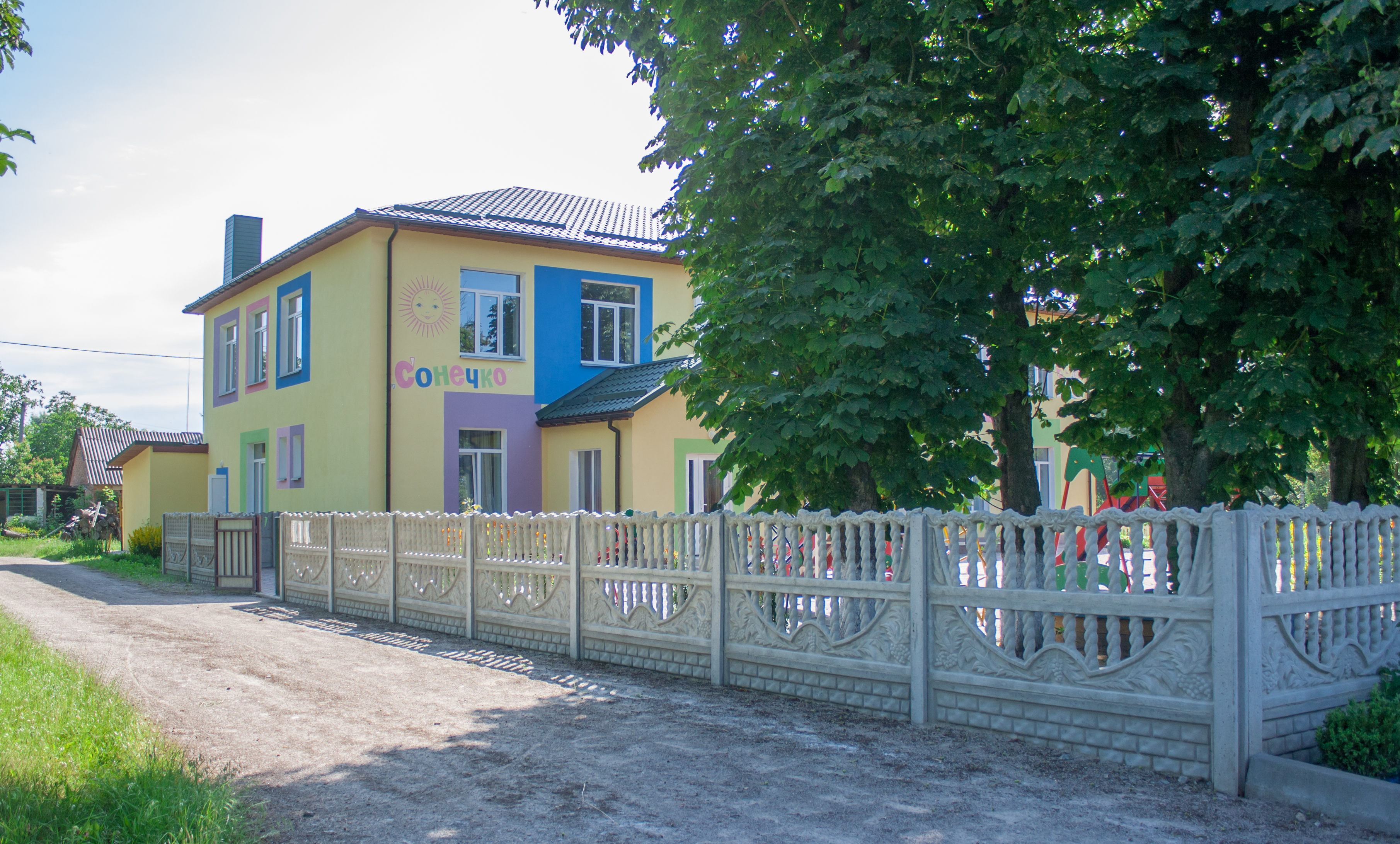
Дитсадок "Сонечко"
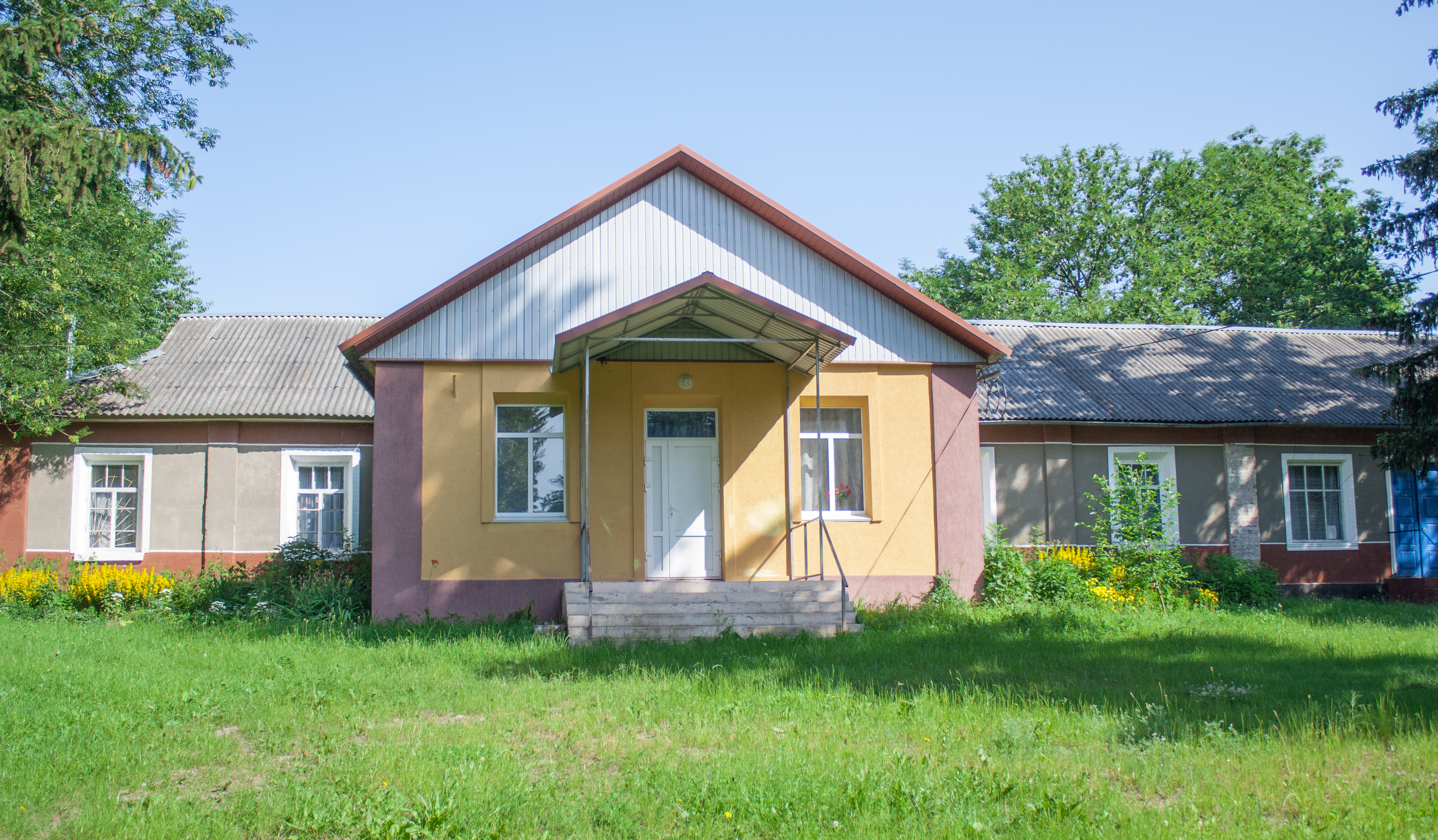
Будинок культури
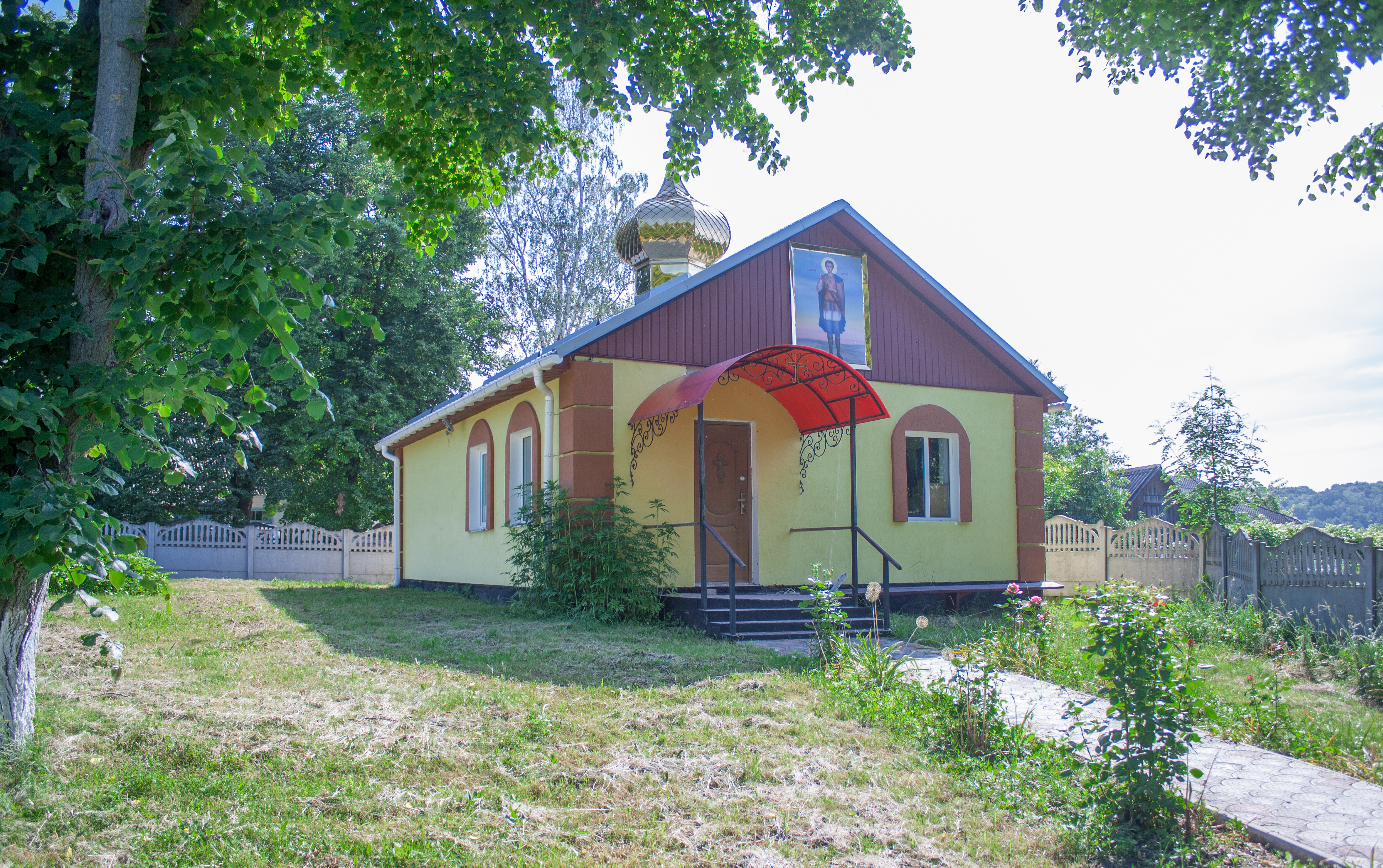
Церква
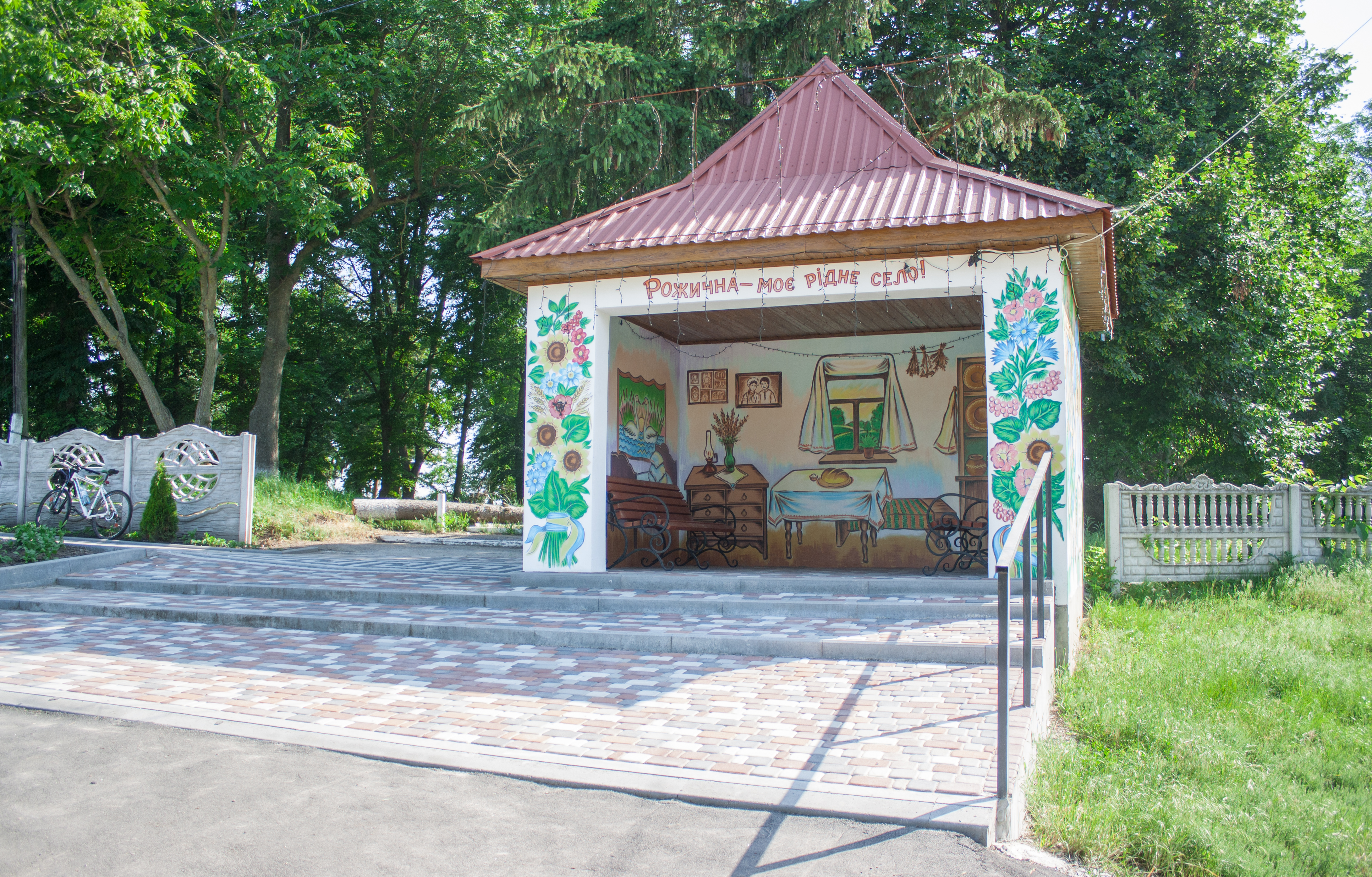
Автобусна зупинка
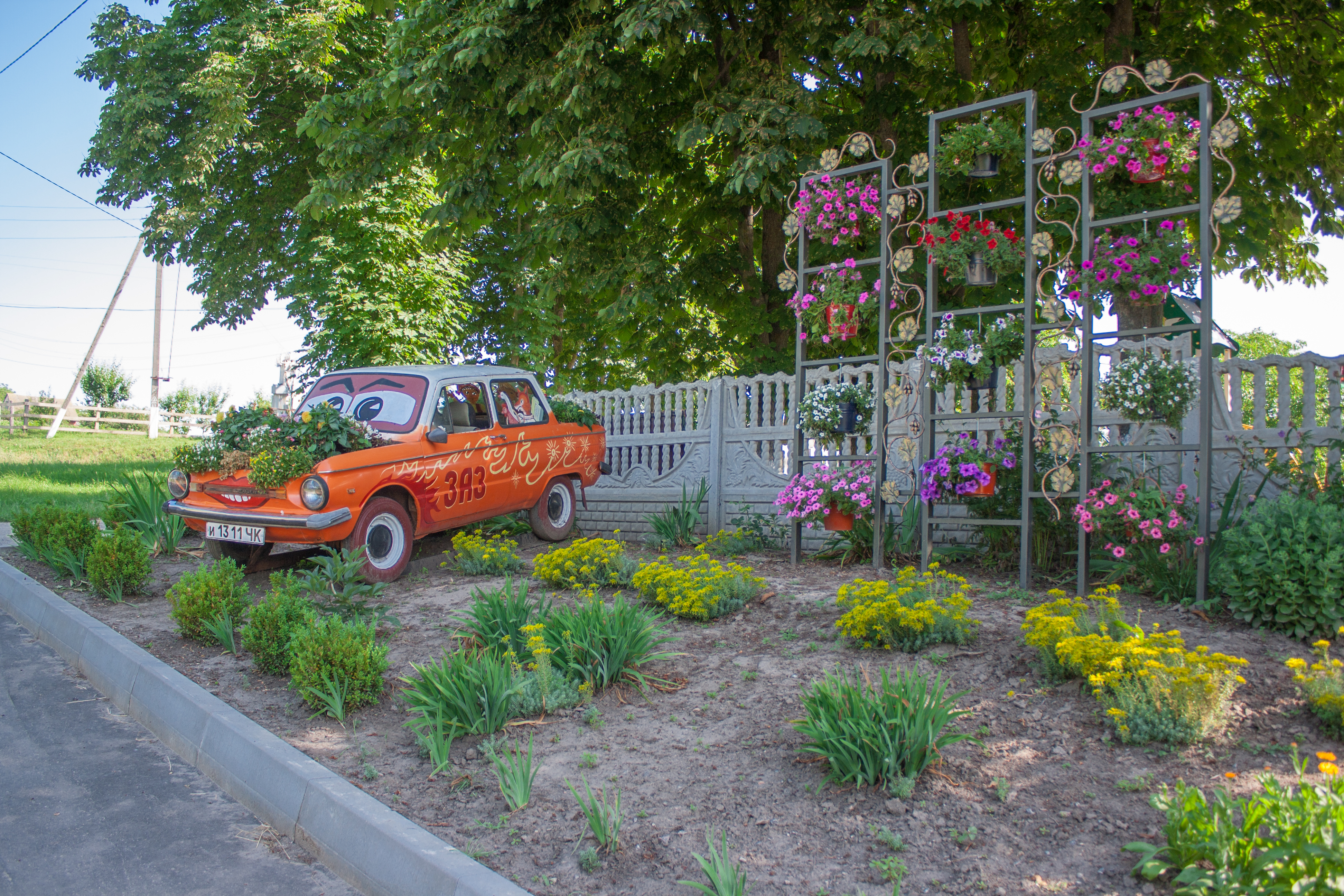
Квітник
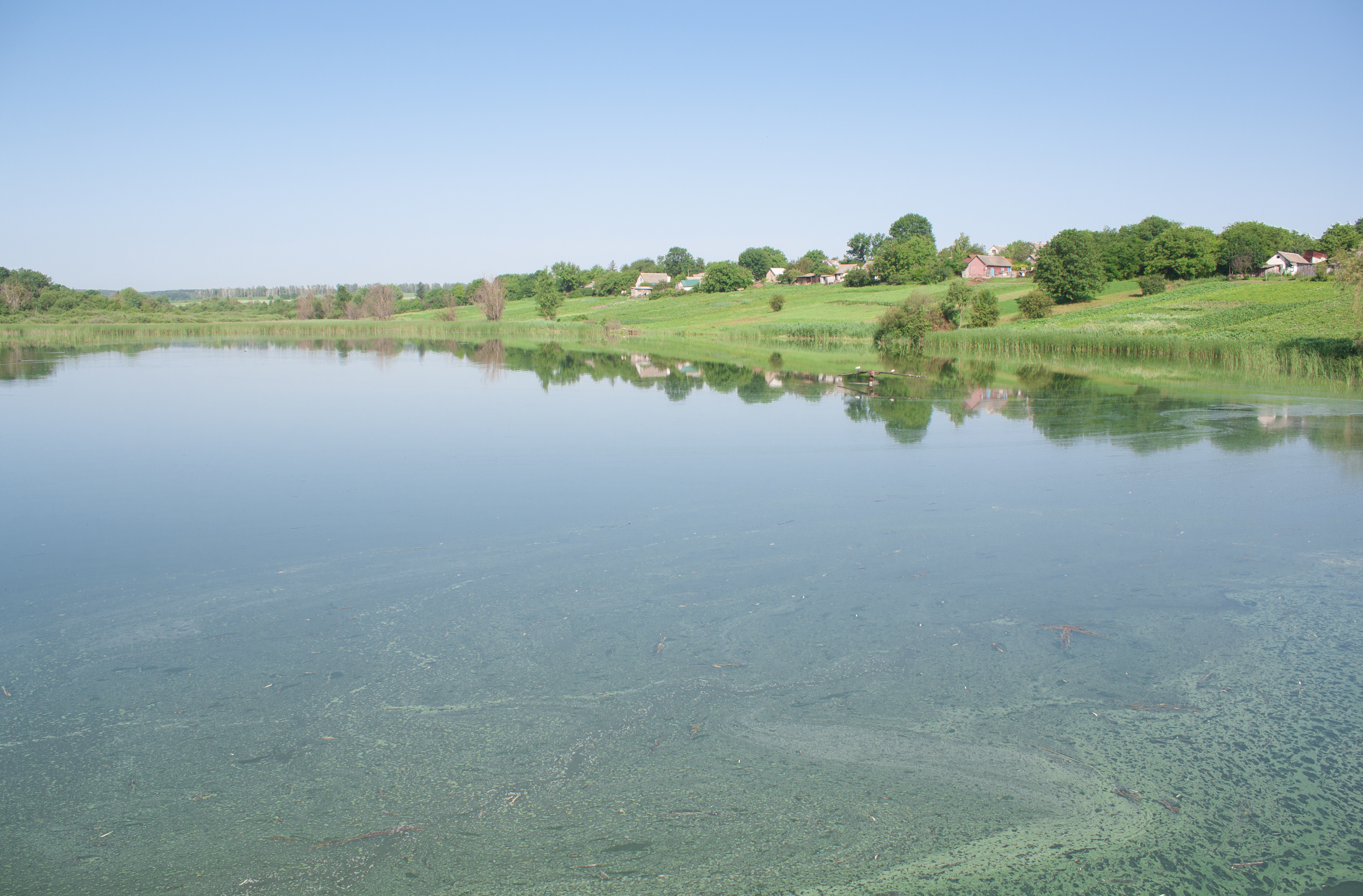
Ставок на річці Осичка